# Chiesa di San Matteo Apostolo (Ravascletto)
La chiesa di San Matteo Apostolo è la parrocchiale di Ravascletto, in provincia ed arcidiocesi di Udine; fa parte della forania della Montagna.

## Storia

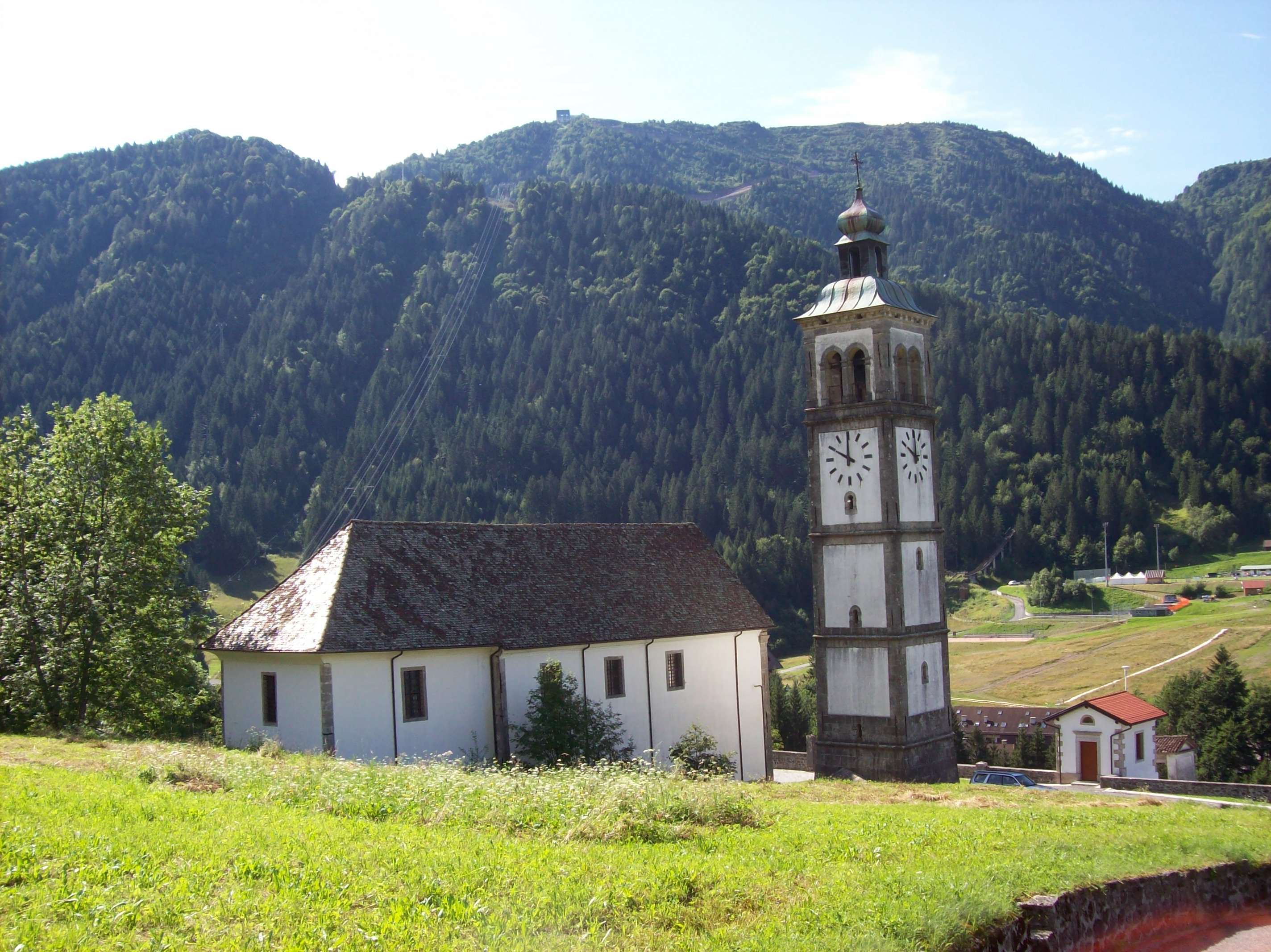
La chiesa e il campanile visti da nord-ovest

La primitiva chiesa di Ravascletto venne citata per la prima volta nel 1323. 
Detta chiesetta fu sostituita da una più grande nel XVI secolo, a sua volta riedificata nel 1710. La nuova chiesa venne consacrata nel 1718.
Nel 1787 fu costruito il campanile.
Nel 2009 sia la chiesa che il campanile sono stati oggetto di un importante restauro in seguito ad un lieve slittamento del terreno.

## Descrizione

### Interno
All'interno della chiesa si trovano l'altar maggiore, impreziosito da statue dei santi Matteo e Carlo Borromeo, due altari laterali settecenteschi e la Via Crucis, risalente al XIX secolo.